# Mastoïdectomie

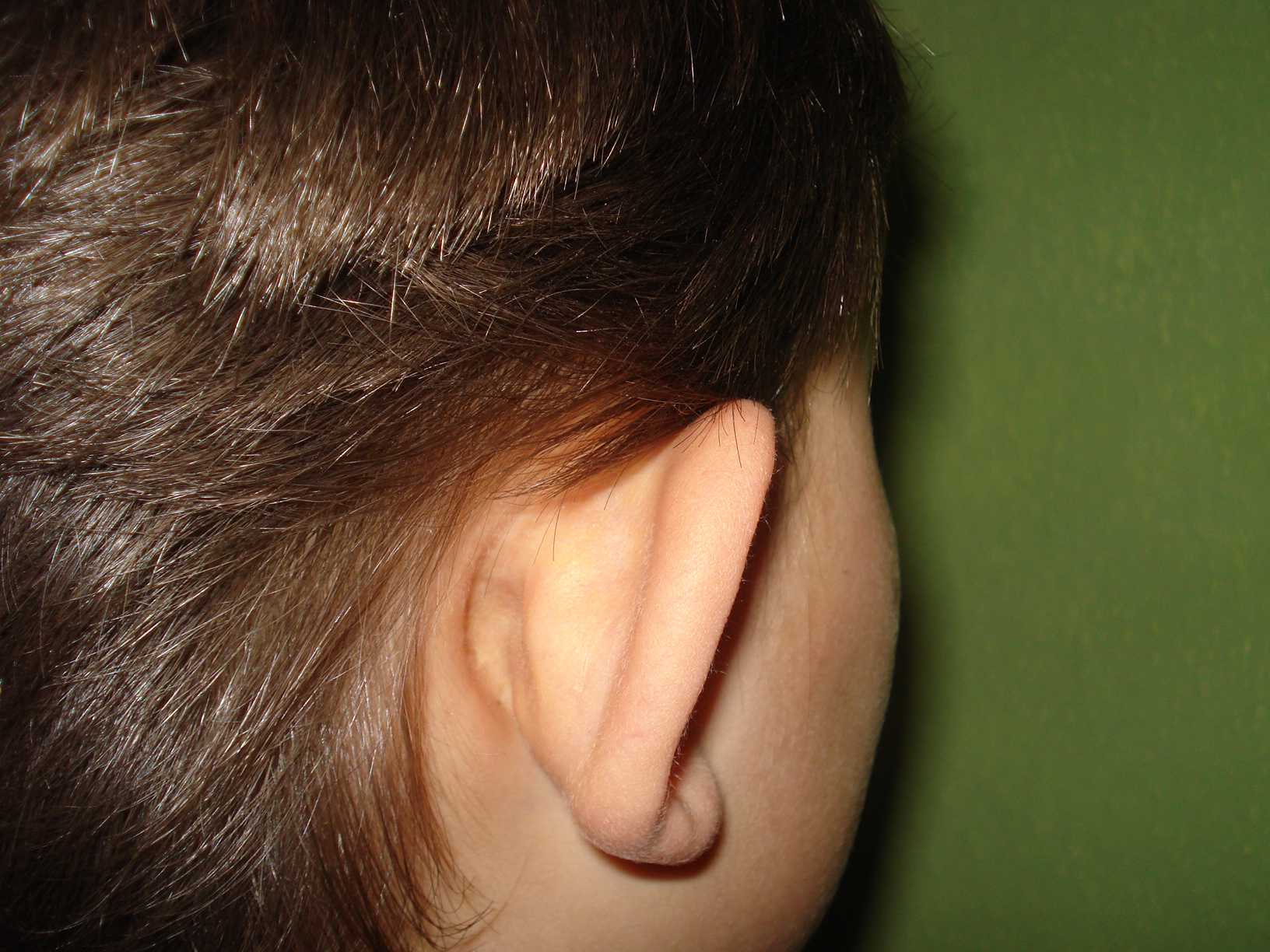
Genezen na mastoïdectomie

Een mastoïdectomie is een operatie aan de processus mastoideus, dit is het tepelvormig uitsteeksel achter de oorschelp. De processus mastoideus is onderdeel van het slaapbeen, dit is het bot aan de zijkant van de schedel, en bestaat uit talrijke, met lucht gevulde holten die onderling zijn verbonden via benige kanalen. De met lucht gevulde holten staan via een buisvormige doorgang, het antrum tympanicum, in verbinding met de holte van het middenoor. Hierdoor kunnen infecties van het middenoor zich verspreiden naar de processus mastoideus. Een infectie van de processus mastoideus heet een mastoïditis. De geïnfecteerde luchtcellen met het botweefsel eromheen worden in geval van een mastoïdectomie uit de processus mastoideus verwijderd.